# Laura Pavlović
Laura Pavlović je operska pevačica, sopran lirskog i lirsko-spinto faha, solista opere Srpskog narodnog pozorišta u Novom Sadu.

Rođena je u Skoplju. Srednju muzičku školu „Isidor Bajić“ u Novom Sadu završila je u klasi profesorke Prizrenke Petrović. Studije solo pevanja nastavila je pri Akademiji umetnosti u Novom Sadu, u klasi mecosoprana priznate međunarodne karijere, Biserke Cvejić. Usavršavala se najpre pod mentorstvom baritona Nikole Mitića, prvaka beogradske Opere, a zatim i prvakinje bečke Opere, Olivere Miljaković. Svoj debi u ulozi prvog faha na sceni Srpskog narodnog pozorišta ostvarila je kao Đula u operi Ero s onoga svijeta Jakova Gotovca. Doživela je brojne uspehe u takmičarskim i koncertnim aktivnostima. Pozorišna kritika ukazuje na njen "odličan sopran"¹ i "izvanrednost u muzičkom i plesnom smislu".²
Kao operski i kamerni solista, nastupala je u Mađarskoj, Francuskoj, Poljskoj, Austriji, BiH, Hrvatskoj i Makedoniji.

## Uloge u repertoaru Laure Pavlović (izbor)
- Đula u „Ero s onoga svijeta“ (Jakov Gotovac);
- Mimi u „Boemi“ (Đakomo Pučini);
- Čo-Čo-San u „Madam Baterflaj“ (Đakomo Pučini);
- Lusi u „Telefon“ (Đankarlo Menoti);
- Stari Mačak u „Mačak u čizmama“ (Bruno Bjelinski);
- Mikaela u „Karmen“ (Žorž Bize).

¹Marija Adamov, Norma u SNP, operska kritika, list Dnevnik
²Milica Zajcev, Muzička slikovnica, pozorišna kritika, list Danas

## Spoljašnje veze
- Laura Pavlović kao Đula u operi Ero s onoga svijeta SNP, Novi Sad
- Laura Pavlovic kao Đula u operi Ero s onoga svijeta SNP, Novi Sad
- Laura Pavlović kao Stari Mačak u baletskoj slikovnici Mačak u čizmama SNP, Novi Sad

1. ↑  „ЛАУРА ПАВЛОВИЋ | Српско народно позориште”. www.snp.org.rs. Приступљено 2019-06-02.